# Грімія видовжена
Грімія видовжена (Grimmia elongata) — вид мохів порядку гріміальних (Grimmiales).

## Поширення
Батьківщиною є Європа, Північна Америка, Південна Америка, Азія.
Населяє вологі кислі вулканічні породи та пісковики, високогірні ліси до тундри; на висотах 400–2400 м.

## Характеристика
Рослини в щільних килимках, від червонувато-коричневого до чорно-зеленого забарвлення. Стебла 1–4 см. Листки ланцетні, кілеві, не складчасті, один край зазвичай вузько загнутий, остюки 0.1–0.5 мм. Вид дводомний. Коробочкові ніжки прямі або злегка дугоподібні, 1.5–2.5 мм. Коробочка зрідка присутня, жовто-коричнева, овальна.